# Aeropuerto de Londres-Heathrow
El Aeropuerto Internacional de Londres Heathrow (IATA: LHR, OACI: EGLL), o simplemente Heathrow, es el aeropuerto con mayor actividad y conexiones en el Reino Unido y Europa.
En el año 2014, recibió más tráfico internacional de pasajeros que cualquier otro aeropuerto en el mundo. Además de que en ese mismo año fue el aeropuerto con mayor actividad en Europa respecto al tráfico total de pasajeros (un 31,5 % más de pasajeros que el aeropuerto Charles de Gaulle de París o el aeropuerto de Fráncfort del Meno), pero estuvo en segundo lugar (tras el de Charles de Gaulle) respecto a los movimientos de aeronaves (un 10 % menos que el aeropuerto francés) y fue tercero respecto al tráfico de carga.
El Aeropuerto de Heathrow se encuentra en Heathrow, en el distrito de Hillingdon, en el área oeste de Londres.
La nueva Terminal 5 es una de las terminales más modernas del mundo que fue expandida de 2012 a 2014. Lo más destacable de esta expansión es la construcción de un edificio de producción de frío para climatización, el cual es el de mayor complejidad y capacidad frigorífica de Europa, y para cuya construcción se ha destinado al mismo equipo de ingenieros que dirigió el montaje de las instalaciones del aeropuerto de Varsovia-Chopin.
Debido a su tráfico se planteó la ampliación del aeropuerto, añadiendo una nueva pista. Realizándose un concurso ganado por el estudio de arquitectura Grimshaw. Tras ser cancelado el proyecto en una histórica sentencia judicial. La corte suprema ha dado luz verde a la construcción de la tercera pista en noviembre de 2020.

## Terminales

Mapa del aeropuerto

### Terminal 2
La terminal más nueva del aeropuerto, conocida oficialmente como Queen's Terminal, se inauguró el 4 de junio de 2014 y tiene 24 puertas. Diseñado por el arquitecto español Luis Vidal, fue construido en el sitio que había sido ocupado por la Terminal 2 original y el edificio Queens. El complejo principal se completó en noviembre de 2013 y se sometió a seis meses de pruebas antes de abrirse a los pasajeros. Incluye una terminal satélite (T2B), un estacionamiento de 1340 plazas y una estación de refrigeración para generar agua fría. Hay 52 tiendas y 17 bares y restaurantes.
La mayoría de los vuelos desde la Terminal 2 provienen del norte de Europa o del oeste de Europa. Lo utilizan todos los miembros de Star Alliance que vuelan desde Heathrow (consolidando las aerolíneas bajo la política de ubicación conjunta de Star Alliance "Move Under One Roof"), el nuevo miembro de SkyTeam, China Airlines, y varias aerolíneas no afiliadas de corta distancia. La Terminal 2 es también la única terminal en Heathrow que admite aviones pequeños. JetBlue es el único vuelo de larga distancia no alineado que opera desde esta terminal. La Terminal 2 es una de las dos terminales que operan vuelos domésticos en el Reino Unido e Irlanda. Las aerolíneas se mudaron de sus ubicaciones originales durante seis meses, con solo el 10 % de los vuelos operando desde allí en las primeras seis semanas (vuelos transatlánticos de United Airlines) para evitar los problemas de apertura vistos en la Terminal 5. El 4 de junio de 2014, United Airlines se convirtió en la primera aerolínea en mudarse a la Terminal 2 desde las Terminales 1 y 4 seguida por All Nippon Airways, Air Canada y Air China desde la Terminal 3. Air New Zealand, Asiana Airlines, Croatia Airlines, LOT Polish Airlines, South African Airways y TAP Air Portugal se mudaron el 22 de octubre de 2014.
La Terminal 2 original se inauguró como el Edificio Europa en 1955 y era la terminal más antigua del aeropuerto. Tenía una superficie de 49 654 m2 (534 470 pies cuadrados) y fue diseñado para manejar alrededor de 1.2 millones de pasajeros al año. En sus años finales, albergó hasta 8 millones. Un total de 316 millones de pasajeros pasaron por la terminal en su vida útil. El edificio fue demolido en 2010, junto con el edificio Queens que había albergado las oficinas de la compañía aérea.

### Terminal 3

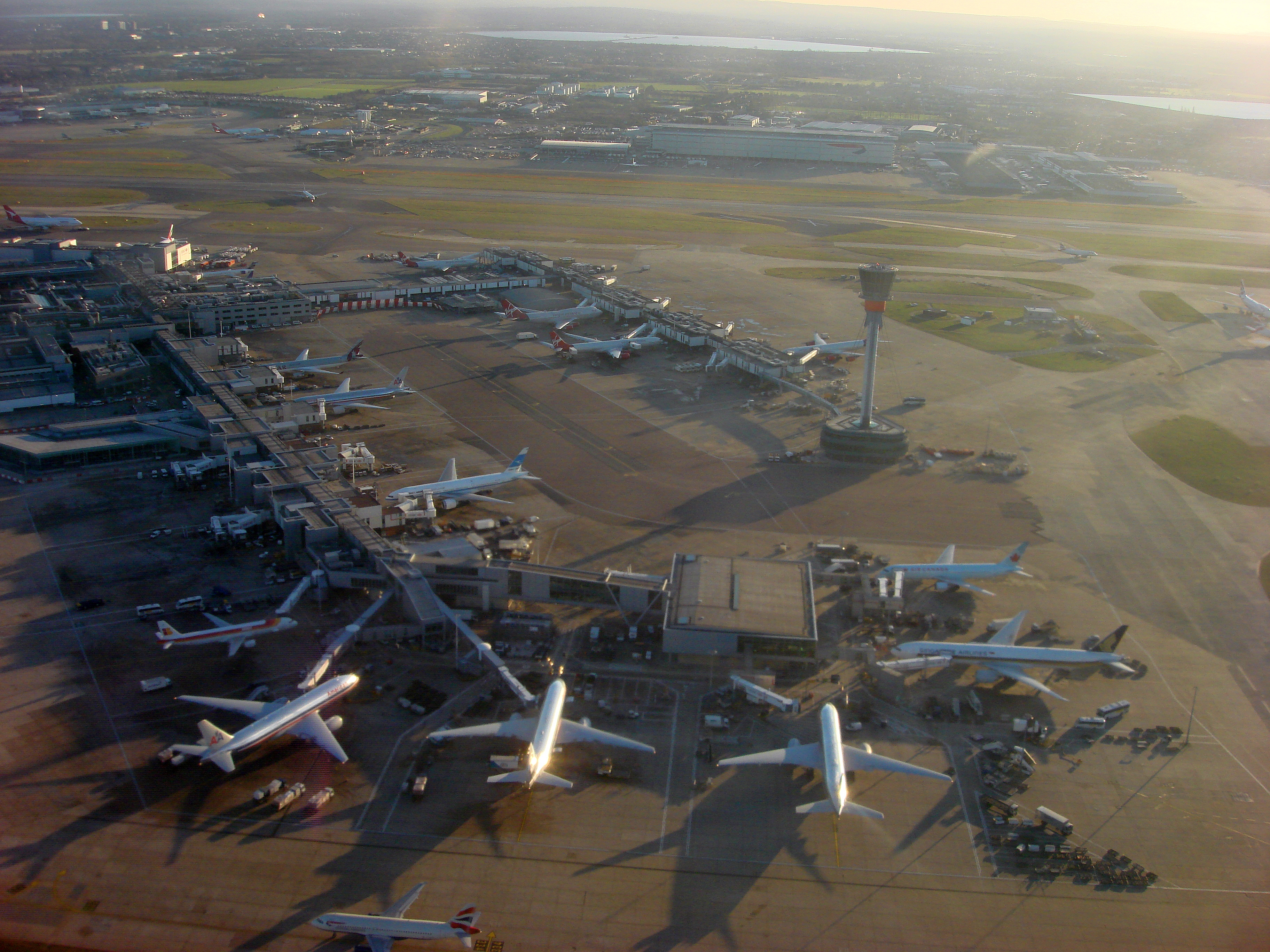
Vista aérea de la Terminal 3.

La Terminal 3 se inauguró como Terminal Oceánica el 13 de noviembre de 1961 para manejar las salidas de vuelos para rutas de larga distancia para transportistas extranjeros a los Estados Unidos, Asia y otros destinos del Lejano Oriente. En ese momento, el aeropuerto tenía un servicio de helicóptero directo al centro de Londres desde los jardines en el techo del edificio de la terminal. Rebautizada como Terminal 3 en 1968, se amplió en 1970 con la adición de un edificio de llegadas. Otras instalaciones añadidas incluyeron los primeros pasillo rodantes del Reino Unido. En 2006, se completó el nuevo muelle 6 de £105 millones para acomodar el superjumbo Airbus A380; Emirates y Qantas operan vuelos regulares desde la Terminal 3 utilizando el Airbus A380.
En 2007, se completó la remodelación del patio delantero de la Terminal 3 mediante la adición de una nueva área de descenso de cuatro carriles y una gran plaza peatonal, completa con un dosel en el frente del edificio de la terminal. Estas mejoras tenían como objetivo mejorar la experiencia de los pasajeros, reducir la congestión del tráfico y mejorar la seguridad. Como parte de este proyecto, se asignó a Virgin Atlantic Airways su área exclusiva de check-in, conocida como "Zona A", que cuenta con una gran escultura y un atrio.
A partir de 2013, la Terminal 3 tiene un área de 98 962 m2 (1 065 220 pies cuadrados) con 28 puertas, y en 2011 manejó 19.8 millones de pasajeros en 104 100 vuelos. La mayoría de los vuelos desde la Terminal 3 son vuelos de larga distancia desde América del Norte, Asia y otros países extranjeros además de Europa. La Terminal 3 la utilizan los miembros de Oneworld (con la excepción de los de Malaysia Airlines, Qatar Airways y Royal Air Maroc, que emplean la Terminal 4), los miembros de SkyTeam Aeroméxico, Air France, Delta Air Lines, KLM y Middle East Airlines, y varios transportistas no afiliados.

### Terminal 4

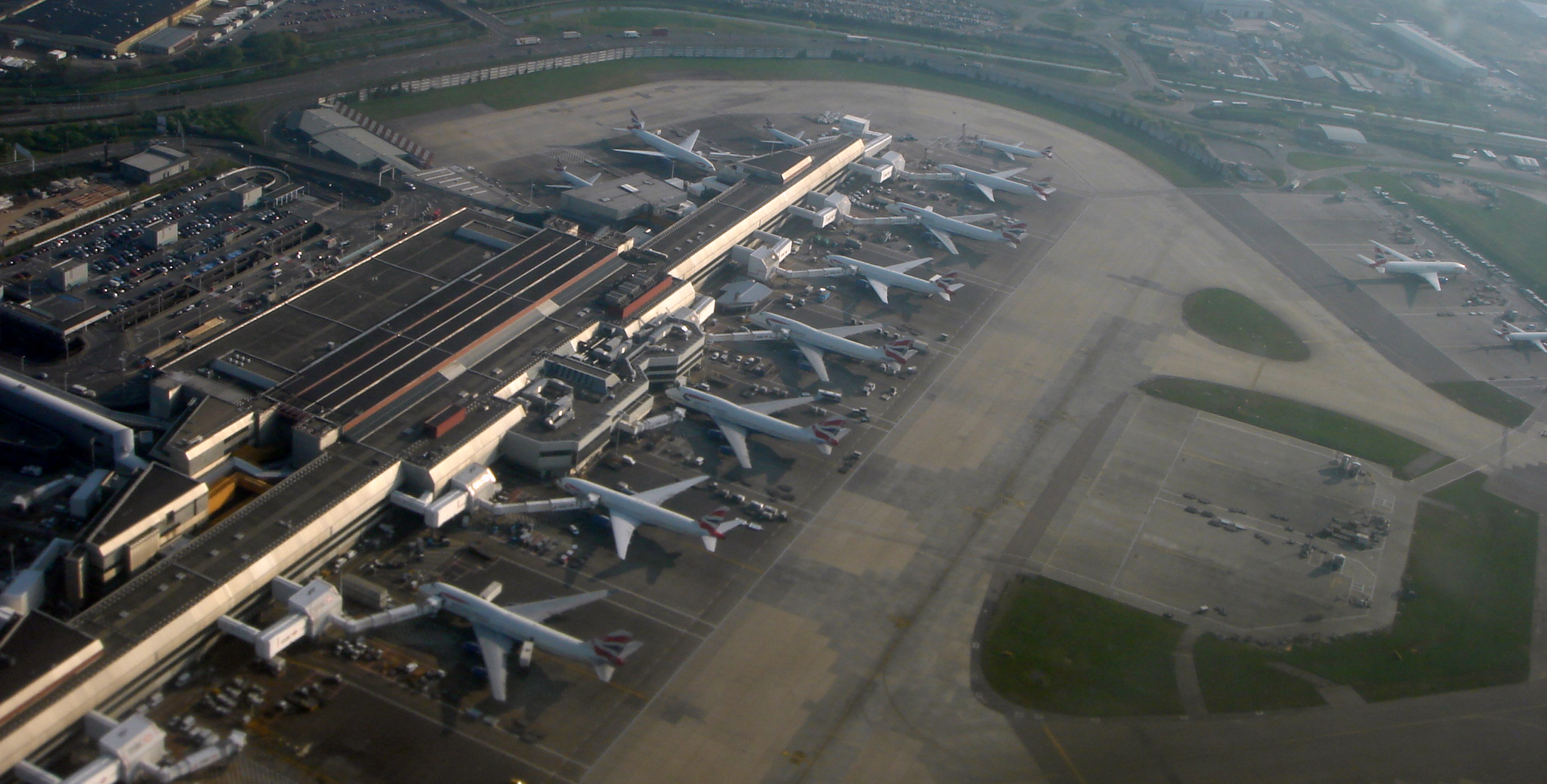
Vista aérea de la Terminal 4.

Inaugurada en 1986, la Terminal 4 tiene 22 puertas y está situada al sur de la pista sur junto a la terminal de carga y está conectada a las Terminales 2 y 3 por el túnel de carga de Heathrow. La terminal tiene un área de 105 481 m2 (1 135 390 pies cuadrados) y ahora es sede de la alianza SkyTeam, excepto el nuevo miembro China Airlines que permaneció en la Terminal 2, y Aeroméxico, Air France, Delta Air Lines, KLM y Middle East Airlines, que utilizan la Terminal 3, las aerolíneas de Oneworld Malaysia Airlines, Qatar Airways, Royal Air Maroc y Gulf Air y la mayoría de las aerolíneas no afiliadas. Ha sido objeto de una actualización de 200 millones de libras esterlinas para permitirle acomodar a 45 aerolíneas con una explanada mejorada para reducir la congestión del tráfico y mejorar la seguridad. La mayoría de los vuelos que van a la Terminal 4 provienen de Europa del Este, Asia Central, África del Norte y Medio Oriente, así como algunos vuelos a Europa. Se instaló un área de documentación ampliada con muelles y salas de embarque renovados y un nuevo sistema de equipaje, y se construyeron cuatro nuevos puestos para acomodar el Airbus A380; Etihad Airways, Korean Air, Malaysia Airlines y Qatar Airways operan vuelos regulares A380. Gulf Air y El Al operan vuelos regulares de Boeing 787.

### Terminal 5

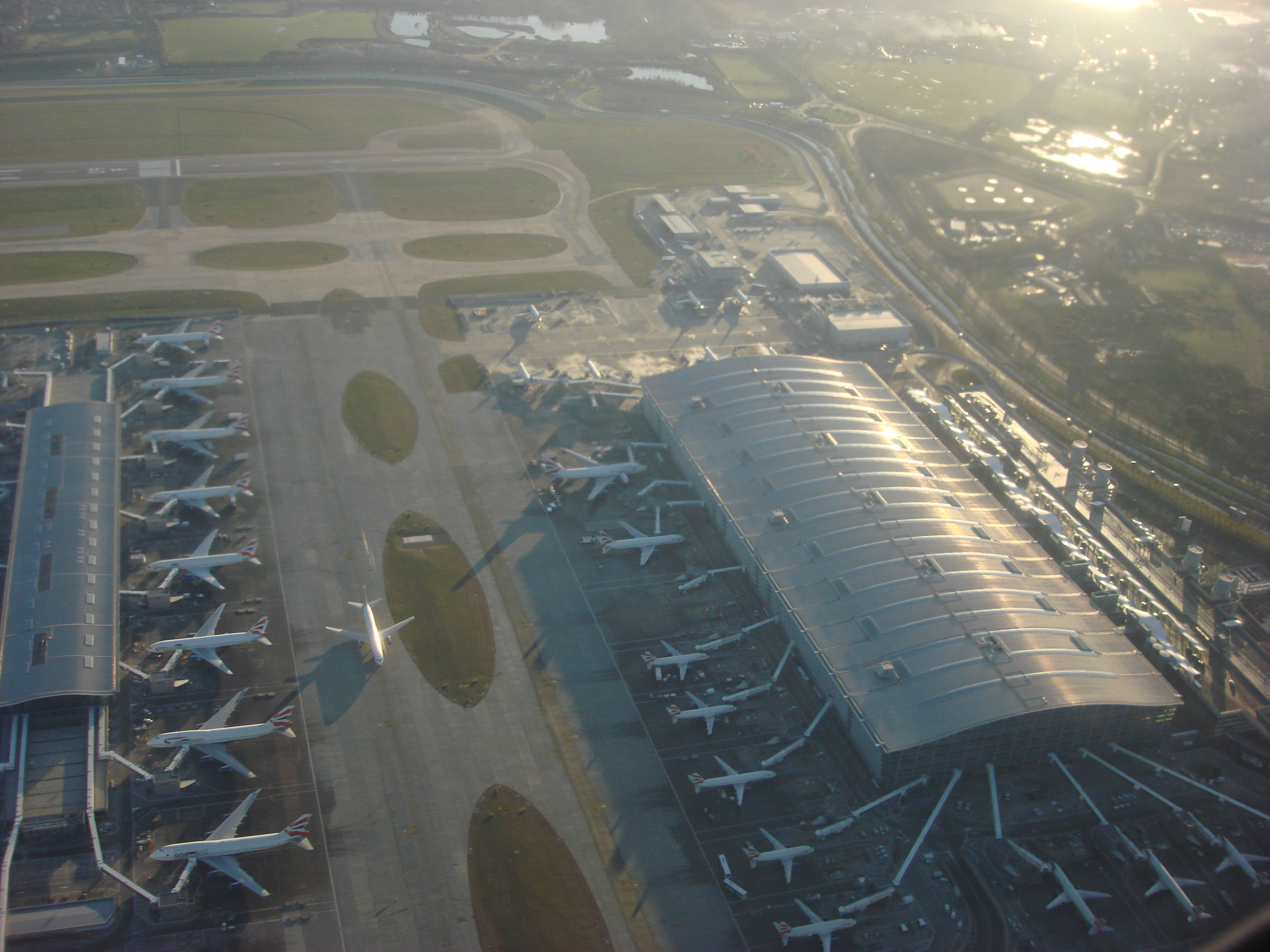
Vista aérea de la Terminal 5.

La Terminal 5 se encuentra entre las pistas norte y sur en el extremo occidental del sitio de Heathrow y fue inaugurada por la reina Isabel II el 14 de marzo de 2008, unos 19 años después de su creación. Se abrió al público el 27 de marzo de 2008, y British Airways y su empresa asociada Iberia tienen uso exclusivo de esta terminal, que cuenta con 50 puertas, incluidas 3 plataformas rígidas. El primer pasajero en ingresar a la Terminal 5 fue un expatriado británico de Kenia que pasó por seguridad a las 04:30 de ese día. El director ejecutivo de British Airways, Willie Walsh, le entregó una tarjeta de embarque para el primer vuelo de salida, BA302 a París. Durante las dos semanas posteriores a su apertura, las operaciones se vieron interrumpidas por problemas con los sistemas informáticos de la terminal, junto con pruebas y capacitación del personal insuficientes, lo que provocó la cancelación de más de 500 vuelos. Hasta marzo de 2012, la Terminal 5 fue utilizada exclusivamente por British Airways como su centro global; sin embargo, debido a la fusión del 25 de marzo, las operaciones de Iberia en Heathrow se trasladaron a la terminal, convirtiéndola en la sede de International Airlines Group. El 7 de julio de 2020, American se trasladó a la terminal 5 para permitir conexiones más fáciles desde los vuelos transatlánticos de American a los vuelos de British Airways durante la pandemia. No obstante, todos los vuelos americanos, excepto JFK, han vuelto a la Terminal 3. Sin embargo, Iberia trasladó sus vuelos a la Terminal 3 antes de la reapertura por la pandemia. China Southern Airlines usó la Terminal 5 debido a la pandemia hasta que se reubicó en la Terminal 4 en noviembre de 2022.
Construida con £4300 millones, la terminal consta de un edificio de terminal principal de cuatro pisos (Sala A) y dos edificios satélite conectados a la terminal principal por un sistema subterráneo de transporte de personas. La Sala A ha dedicado la flota de fuselaje estrecho de British Airways para vuelos alrededor del Reino Unido y el resto de Europa, el primer satélite (Sala B) incluye puestos exclusivos para la flota de fuselaje ancho de BA e Iberia excepto el Airbus A380, y el segundo satélite (Sala C), incluye 7 puestos de aeronaves dedicados para el A380. Entró en pleno funcionamiento el 1 de junio de 2011. La Terminal 5 fue votada como la Mejor Terminal de Aeropuerto del Mundo de Skytrax de 2014 en los Premios Anuales de Aeropuertos Mundiales.
El edificio de la terminal principal (Sala A) tiene un área de 300 000 metros cuadrados (3 200 000 pies cuadrados), mientras que la Sala B cubre 60 000 metros cuadrados (650 000 pies cuadrados). Tiene 60 puestos de estacionamiento de aeronaves y capacidad para 30 millones de pasajeros al año, así como más de 100 tiendas y restaurantes. También alberga el salón Flagship de British Airways, el Concorde Room, junto con otros cuatro salones de la marca British Airways. Uno de esos salones es el Salón de llegadas de British Airways, que se encuentra del lado tierra.
Es posible que aún se construya un edificio adicional, designado Sala D y de tamaño similar a la Sala C, al este del sitio existente, proporcionando hasta otras 16 gradas. Tras la fusión de British Airways con Iberia, esto puede convertirse en una prioridad ya que el negocio combinado requerirá alojamiento en Heathrow bajo un mismo techo para maximizar el ahorro de costos previsto en el acuerdo. En el plan de inversión de capital más reciente de Heathrow se presentó una propuesta para la Sala D.
La red de transporte alrededor del aeropuerto se ha ampliado para hacer frente al aumento del número de pasajeros. Las nuevas ramas tanto del Heathrow Express como de la línea Piccadilly del metro dan servicio a una nueva estación compartida de la Terminal 5 de Heathrow. Un ramal de autopista exclusivo une la terminal con la M25 (entre los cruces 14 y 15). La terminal dispone de 3800 plazas de estacionamiento de varias plantas. Un estacionamiento de larga estancia más distante para pasajeros de negocios está conectado a la terminal mediante un transporte rápido personal, el Heathrow Pod, que entró en funcionamiento en la primavera de 2011. Dentro del complejo de la terminal, se utiliza un sistema automatizado de transporte de personas (APM), conocido como Transit, para transportar pasajeros entre los edificios satélite.

### Asignación de terminales
A enero de 2023, las cuatro terminales de pasajeros de Heathrow se asignan de la siguiente manera:
| Terminal   | Aerolíneas y alianzas |
| ---------- | --- |
| Terminal 2 | Star Alliance SkyTeam y varias aerolíneas no alineadas |
| Terminal 3 | Oneworld (excepto Iberia, Malaysia Airlines, Royal Air Maroc y Qatar Airways), British Airways (algunos destinos), Virgin Atlantic y varias aerolíneas no alineadas      |
| Terminal 4 | SkyTeam (excepto Aeroméxico, China Airlines, Delta Air Lines, Middle East Airlines, Scandinavian Airlines y Virgin Atlantic) y la mayoría de las aerolíneas no alineadas |
| Terminal 5 | British Airways (la mayoría de los destinos) e Iberia |

Tras la apertura de la Terminal 5 en marzo de 2008, se implementó un complejo programa de traslados de terminales. Esto hizo que muchas aerolíneas se movieran para agruparse en terminales por alianzas aéreas en la medida de lo posible.
Tras la apertura de la Fase 1 de la nueva Terminal 2 en junio de 2014, todas las aerolíneas miembros de Star Alliance (con la excepción del nuevo miembro Air India, que se mudó a principios de 2017), junto con Aer Lingus y Germanwings, se trasladaron a la Terminal 2 en un proceso por etapas completado el 22 de octubre de 2014. Además, para el 30 de junio de 2015, todas las aerolíneas abandonaron la Terminal 1 en preparación para su demolición para dar cabida a la construcción de la Fase 2 de la Terminal 2. Algunas otras aerolíneas hicieron más movimientos menores en un momento posterior, p.e. Delta Air Lines fusionando todas las salidas en la Terminal 3 en lugar de una división entre las Terminales 3 y 4.

#### Uso de terminales durante la pandemia de COVID-19
El aeropuerto de Heathrow tiene cuatro terminales con un total de 115 puertas, 66 de las cuales pueden admitir aviones de fuselaje ancho y 24 puertas que pueden admitir un Airbus A380. Debido a la Pandemia de COVID-19, los servicios de Heathrow se redujeron drásticamente. Anunció que a partir del 6 de abril de 2020, el aeropuerto haría la transición a operaciones de pista única y que cerraría temporalmente las Terminales 3 y 4, trasladando todos los vuelos restantes a las Terminales 2 o 5. Las operaciones de pista doble se restauraron en agosto de 2020. Heathrow volvió a las operaciones de pista única el 9 de noviembre de 2020. El 11 de diciembre de 2020, Heathrow anunció que la Terminal 4 estaría cerrada hasta finales de 2021. La Terminal 3 fue reabierta para uso de Virgin Atlantic y Delta el 15 de julio de 2021, y la Terminal 4 fue reabierta el 14 de junio de 2022.

### Antigua Terminal 1
La Terminal 1 abrió en 1968 y fue inaugurada por la reina Isabel II en abril de 1969.  La Terminal 1 era la base de Heathrow para la red nacional y europea de British Airways (BA) y algunas de sus rutas de larga distancia antes de que se abriera la Terminal 5. La adquisición de British Midland International (BMI) en 2012 por parte del propietario de BA, International Airlines Group, significó que British Airways se hiciera cargo de los destinos de corta y media distancia de BMI desde la terminal. La Terminal 1 también fue la base principal para la mayoría de los miembros de Star Alliance, aunque algunos también tenían su base en la Terminal 3.
La Terminal 1 cerró a fines de junio de 2015, el sitio ahora se está utilizando para ampliar la Terminal 2, que se inauguró en junio de 2014. Varias de las puertas más nuevas utilizadas por la Terminal 1 se construyeron como parte del desarrollo de la Terminal 2 y están siendo retenidas. Los últimos inquilinos junto con British Airways fueron El Al, Icelandair (trasladado a la Terminal 2 el 25 de marzo de 2015) y LATAM Brasil (el tercero en trasladarse a la Terminal 3 el 27 de mayo de 2015). British Airways fue el último operador en la Terminal 1. Dos vuelos de esta aerolínea, uno con salida a Hannover y otro con llegada desde Bakú, marcaron el cierre de la terminal el 29 de junio de 2015. Las operaciones de British Airways se trasladaron a las Terminales 3 y 5.

## Aerolíneas y destinos

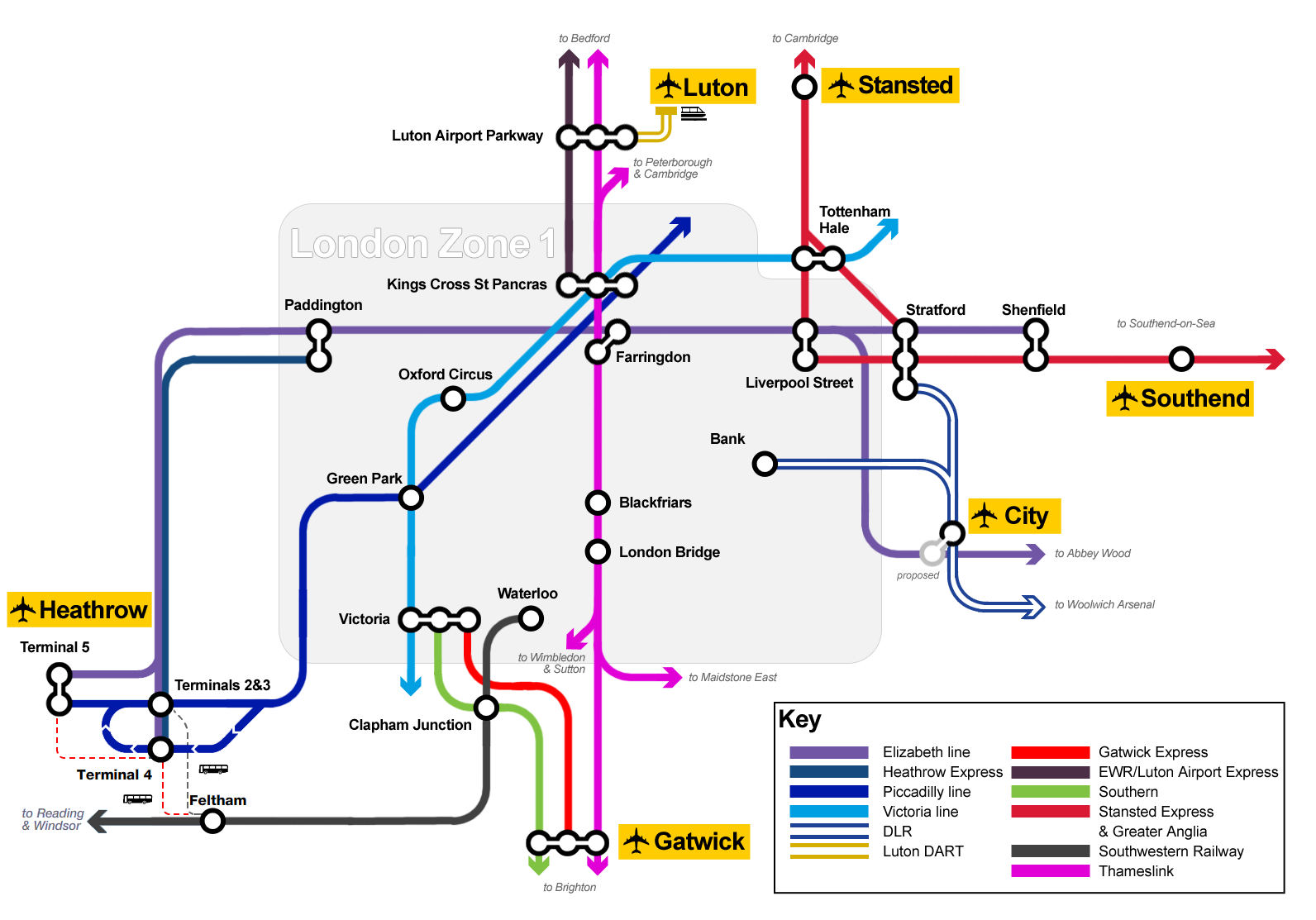
Esquema de las principales conexiones de tren y metro entre los aeropuertos de Londres.

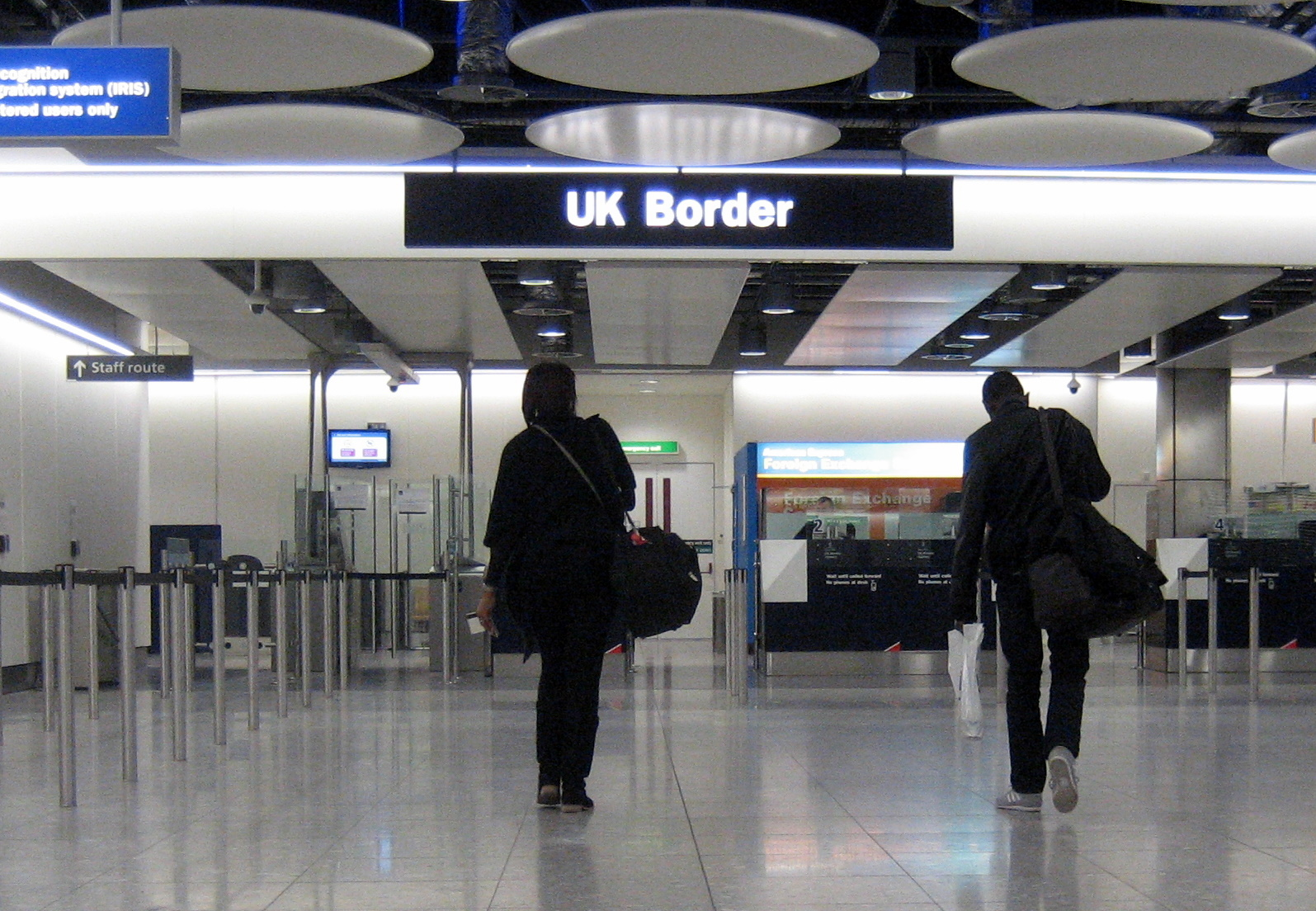
La frontera en 2010. Cruzarla puede tardar horas según afluencia y normalmente nacionalidad y edad.

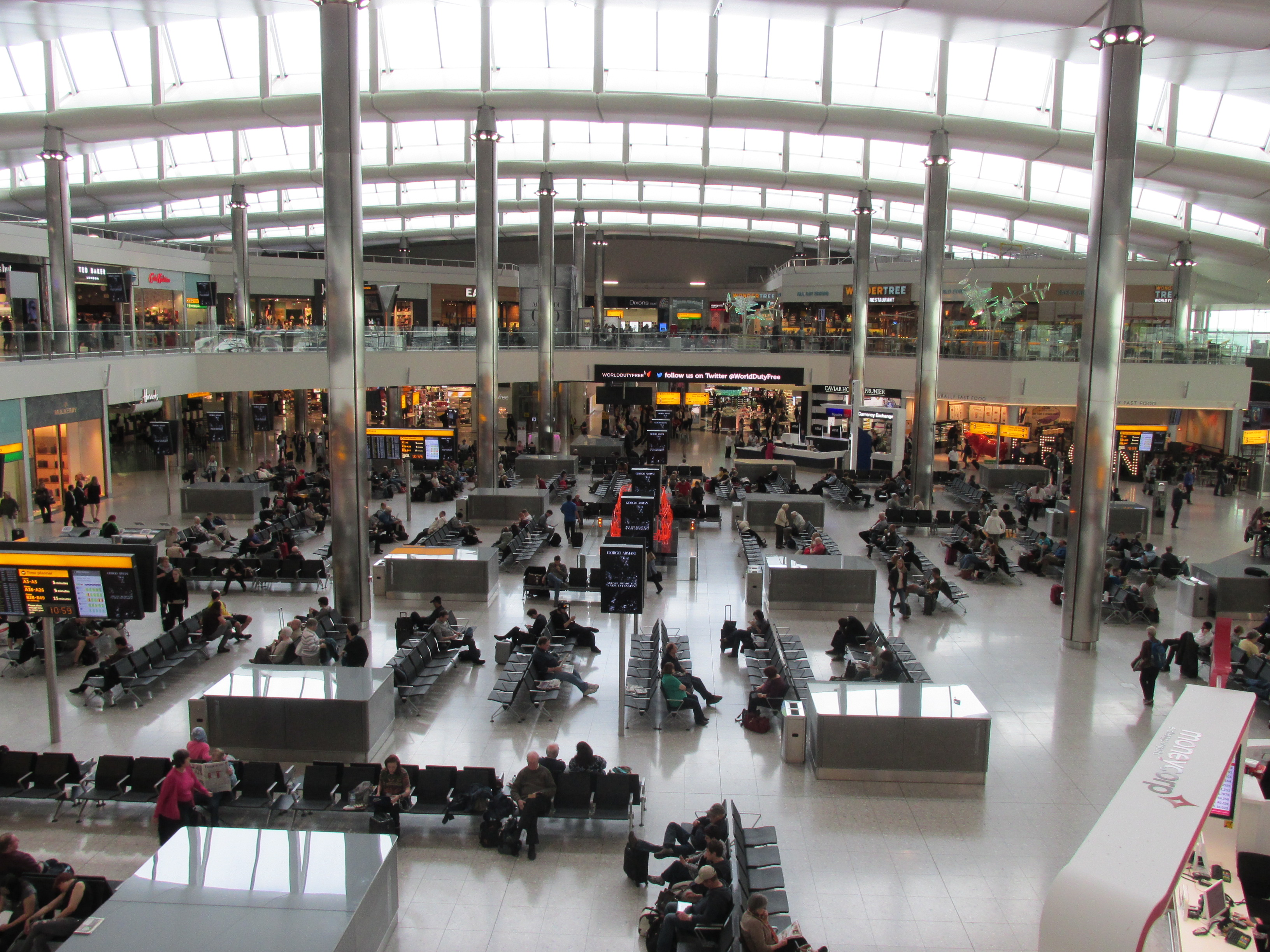
Sala de espera central de la Terminal 2.

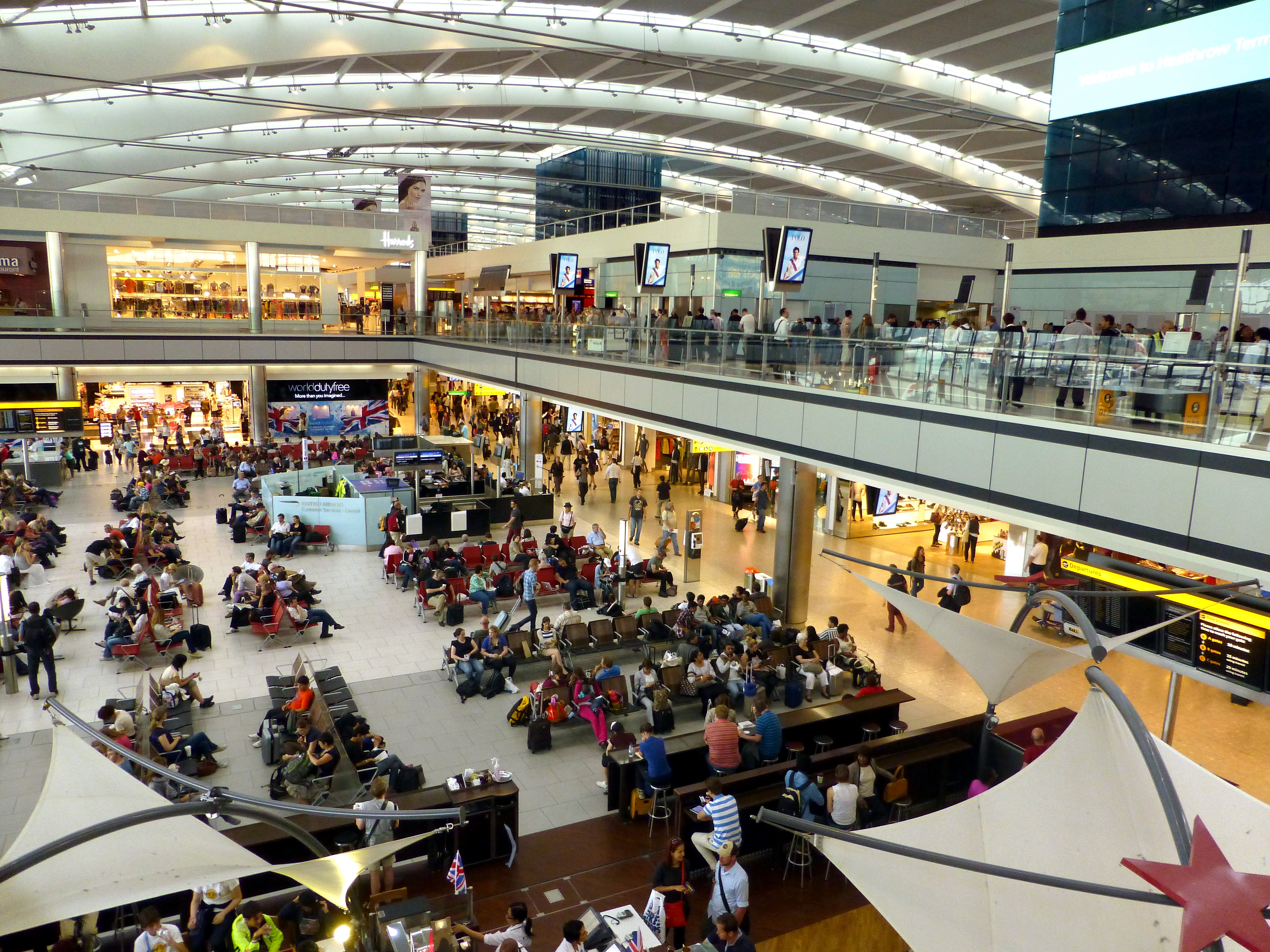
Sala de espera central de la Terminal 5.

### Destinos nacionales
| Aerolíneas      | Destinos                                                                                    |
| --------------- | ------------------------------------------------------------------------------------------- |
| British Airways | Aberdeen, Edimburgo, Gibraltar, Glasgow, Inverness, Jersey, Mánchester, Newcastle upon Tyne |
| Loganair        | Derry, Dundee, Isla de Man, Kirkwall, Sumburgh                                              |

### Destinos internacionales
| Ciudades por países                                   | Nombre del aeropuerto                                    | Aerolíneas                                                                                                  |        |        |        |
| África                                                | África                                                   | África | África | África | África |
| ----------------------------------------------------- | -------------------------------------------------------- | --- | ------ | ------ | ------ |
| Angola (1 destino, 1 aerolínea)                       |                                                          | |        |        |        |
| Luanda                                                | Aeropuerto Quatro de Fevereiro                           | British Airways                                                                                             |        |        |        |
| Argelia (1 destino, 1 aerolínea)                      |                                                          | |        |        |        |
| Argel                                                 | Aeropuerto Internacional Houari Boumedienne              | Air Algérie                                                                                                 |        |        |        |
| Egipto (2 destinos, 2 aerolíneas)                     |                                                          | |        |        |        |
| El Cairo                                              | Aeropuerto Internacional de El Cairo                     | British Airways / Egyptair                                                                                  |        |        |        |
| Luxor                                                 | Aeropuerto Internacional de Luxor                        | Egyptair (Estacional)                                                                                       |        |        |        |
| Etiopía (1 destino, 1 aerolínea)                      |                                                          | |        |        |        |
| Adís Abeba                                            | Aeropuerto Internacional Bole                            | Ethiopian Airlines                                                                                          |        |        |        |
| Ghana (1 destino, 1 aerolínea)                        |                                                          | |        |        |        |
| Acra                                                  | Aeropuerto Internacional Kotoka                          | British Airways                                                                                             |        |        |        |
| Kenia (1 destino, 2 aerolíneas)                       |                                                          | |        |        |        |
| Nairobi                                               | Aeropuerto Internacional Jomo Kenyatta                   | British Airways / Kenya Airways                                                                             |        |        |        |
| Liberia (1 destino, 1 aerolínea)                      |                                                          | |        |        |        |
| Monrovia                                              | Aeropuerto Internacional Roberts                         | British Airways                                                                                             |        |        |        |
| Marruecos (2 destinos, 2 aerolíneas)                  |                                                          | |        |        |        |
| Casablanca                                            | Aeropuerto Internacional Mohámmed V                      | Royal Air Maroc                                                                                             |        |        |        |
| Marrakech                                             | Aeropuerto de Marrakech-Menara                           | British Airways                                                                                             |        |        |        |
| Nigeria (2 destinos, 3 aerolíneas)                    |                                                          | |        |        |        |
| Abuya                                                 | Aeropuerto Internacional Nnamdi Azikiwe                  | Air Peace (inicia el 26 de octubre de 2025) / British Airways                                               |        |        |        |
| Lagos                                                 | Aeropuerto Internacional Murtala Muhammed                | British Airways / Virgin Atlantic                                                                           |        |        |        |
| Ruanda (1 destino, 1 aerolínea)                       |                                                          | |        |        |        |
| Kigali                                                | Aeropuerto Internacional de Kigali                       | RwandAir |        |        |        |
| Sudáfrica (3 destinos, 3 aerolíneas)                  |                                                          | |        |        |        |
| Ciudad del Cabo                                       | Aeropuerto Internacional de Ciudad del Cabo              | British Airways / Virgin Atlantic (Estacional)                                                              |        |        |        |
| Durban                                                | Aeropuerto Internacional Rey Shaka                       | British Airways                                                                                             |        |        |        |
| Johannesburgo                                         | Aeropuerto Internacional de Johannesburgo                | British Airways / South African Airways / Virgin Atlantic                                                   |        |        |        |
| Túnez (1 destino, 1 aerolínea)                        |                                                          | |        |        |        |
| Túnez                                                 | Aeropuerto Internacional de Túnez-Cartago                | Tunisair |        |        |        |
| Norteamérica                                          |                                                          | |        |        |        |
| Canadá (6 destinos, 3 aerolíneas)                     |                                                          | |        |        |        |
| Calgary                                               | Aeropuerto Internacional de Calgary                      | Air Canada / British Airways / WestJet                                                                      |        |        |        |
| Halifax                                               | Aeropuerto Internacional de Halifax-Stanfield            | Air Canada                                                                                                  |        |        |        |
| Montreal                                              | Aeropuerto Internacional Pierre Elliott Trudeau          | Air Canada / British Airways                                                                                |        |        |        |
| Ottawa                                                | Aeropuerto Internacional de Ottawa                       | Air Canada (Estacional)                                                                                     |        |        |        |
| Toronto                                               | Aeropuerto Internacional Toronto Pearson                 | Air Canada / British Airways / Virgin Atlantic                                                              |        |        |        |
| Vancouver                                             | Aeropuerto Internacional de Vancouver                    | Air Canada / British Airways                                                                                |        |        |        |
| Estados Unidos (31 destinos, 6 aerolíneas)            |                                                          | |        |        |        |
| Atlanta                                               | Aeropuerto Internacional Hartsfield-Jackson              | British Airways / Delta Air Lines / Virgin Atlantic                                                         |        |        |        |
| Austin                                                | Aeropuerto Internacional de Austin-Bergstrom             | British Airways                                                                                             |        |        |        |
| Baltimore                                             | Aeropuerto Internacional de Baltimore-Washington         | British Airways                                                                                             |        |        |        |
| Boston                                                | Aeropuerto Internacional Logan                           | American Airlines / British Airways / Delta Air Lines / JetBlue Airways / Virgin Atlantic                   |        |        |        |
| Charlotte                                             | Aeropuerto Internacional de Charlotte-Douglas            | American Airlines                                                                                           |        |        |        |
| Chicago                                               | Aeropuerto Internacional O'Hare                          | American Airlines / British Airways / United Airlines                                                       |        |        |        |
| Cincinnati                                            | Aeropuerto Internacional de Cincinnati/Norte de Kentucky | British Airways                                                                                             |        |        |        |
| Dallas/Fort Worth                                     | Aeropuerto Internacional de Dallas-Fort Worth            | American Airlines / British Airways (Estacional)                                                            |        |        |        |
| Denver                                                | Aeropuerto Internacional de Denver                       | British Airways / United Airlines                                                                           |        |        |        |
| Detroit                                               | Aeropuerto Internacional de Detroit                      | Delta Air Lines                                                                                             |        |        |        |
| Filadelfia                                            | Aeropuerto Internacional de Filadelfia                   | American Airlines / British Airways                                                                         |        |        |        |
| Houston                                               | Aeropuerto Intercontinental George Bush                  | British Airways / United Airlines                                                                           |        |        |        |
| Las Vegas                                             | Aeropuerto Internacional Harry Reid                      | British Airways / Virgin Atlantic                                                                           |        |        |        |
| Los Ángeles                                           | Aeropuerto Internacional de Los Ángeles                  | American Airlines / British Airways / United Airlines / Virgin Atlantic                                     |        |        |        |
| Miami                                                 | Aeropuerto Internacional de Miami                        | American Airlines / British Airways / Virgin Atlantic                                                       |        |        |        |
| Mineápolis                                            | Aeropuerto Internacional de Mineápolis-Saint Paul        | Delta Air Lines                                                                                             |        |        |        |
| Nashville                                             | Aeropuerto Internacional de Nashville                    | British Airways                                                                                             |        |        |        |
| Newark                                                | Aeropuerto Internacional Libertad de Newark              | British Airways / United Airlines                                                                           |        |        |        |
| Nueva Orleans                                         | Aeropuerto Internacional Louis Armstrong                 | British Airways                                                                                             |        |        |        |
| Nueva York                                            | Aeropuerto Internacional John F. Kennedy                 | American Airlines / British Airways / Delta Air Lines / JetBlue Airways / Virgin Atlantic                   |        |        |        |
| Phoenix                                               | Aeropuerto Internacional de Phoenix-Sky Harbor           | American Airlines / British Airways                                                                         |        |        |        |
| Pittsburgh                                            | Aeropuerto Internacional de Pittsburgh                   | British Airways                                                                                             |        |        |        |
| Portland                                              | Aeropuerto Internacional de Portland                     | British Airways                                                                                             |        |        |        |
| Orlando                                               | Aeropuerto Internacional de Orlando                      | Delta Air Lines (Estacional) / Virgin Atlantic                                                              |        |        |        |
| Raleigh/Durham                                        | Aeropuerto Internacional de Raleigh-Durham               | American Airlines                                                                                           |        |        |        |
| Salt Lake City                                        | Aeropuerto Internacional de Salt Lake City               | Delta Air Lines                                                                                             |        |        |        |
| San Diego                                             | Aeropuerto Internacional de San Diego                    | British Airways                                                                                             |        |        |        |
| San Francisco                                         | Aeropuerto Internacional de San Francisco                | British Airways / United Airlines / Virgin Atlantic                                                         |        |        |        |
| Seattle                                               | Aeropuerto Internacional de Seattle-Tacoma               | British Airways / Delta Air Lines / Virgin Atlantic / United Airlines                                       |        |        |        |
| Tampa                                                 | Aeropuerto Internacional de Tampa                        | Virgin Atlantic                                                                                             |        |        |        |
| Washington D. C.                                      | Aeropuerto Internacional de Washington-Dulles            | British Airways / United Airlines / Virgin Atlantic                                                         |        |        |        |
| México (2 destinos, 3 aerolíneas)                     |                                                          | |        |        |        |
| Cancún                                                | Aeropuerto Internacional de Cancún                       | Virgin Atlantic (inicia el 19 de octubre de 2025)                                                           |        |        |        |
| Ciudad de México                                      | Aeropuerto Internacional de la Ciudad de México          | Aeroméxico / British Airways                                                                                |        |        |        |
| Centroamérica y El Caribe                             |                                                          | |        |        |        |
| Antigua y Barbuda (1 destino, 1 aerolínea)            |                                                          | |        |        |        |
| Antigua                                               | Aeropuerto Internacional V. C. Bird                      | Virgin Atlantic                                                                                             |        |        |        |
| Bahamas (1 destino, 1 aerolínea)                      |                                                          | |        |        |        |
| Nasáu                                                 | Aeropuerto Internacional Lynden Pindling                 | British Airways                                                                                             |        |        |        |
| Barbados (1 destino, 2 aerolíneas)                    |                                                          | |        |        |        |
| Barbados                                              | Aeropuerto Internacional Grantley Adams                  | British Airways / Virgin Atlantic                                                                           |        |        |        |
| Granada (1 destino, 1 aerolínea)                      |                                                          | |        |        |        |
| Saint George                                          | Aeropuerto Internacional Maurice Bishop                  | Virgin Atlantic                                                                                             |        |        |        |
| Islas Caimán (1 destino, 1 aerolínea)                 |                                                          | |        |        |        |
| George Town                                           | Aeropuerto Internacional Owen Roberts                    | British Airways                                                                                             |        |        |        |
| Islas Turcas y Caicos (1 destino, 1 aerolínea)        |                                                          | |        |        |        |
| Providenciales                                        | Aeropuerto Internacional de Providenciales               | British Airways                                                                                             |        |        |        |
| Jamaica (1 destino, 1 aerolínea)                      |                                                          | |        |        |        |
| Montego Bay                                           | Aeropuerto Internacional Sir Donald Sangster             | Virgin Atlantic                                                                                             |        |        |        |
| San Vicente y las Granadinas (1 destino, 1 aerolínea) |                                                          | |        |        |        |
| San Vicente                                           | Aeropuerto Internacional de Argyle                       | Virgin Atlantic                                                                                             |        |        |        |
| Santa Lucía (1 destino, 1 aerolínea)                  |                                                          | |        |        |        |
| Vieux Fort                                            | Aeropuerto Internacional Hewanorra                       | Virgin Atlantic (Estacional)                                                                                |        |        |        |
| Sudamérica                                            |                                                          | |        |        |        |
| Argentina (1 destino, 1 aerolínea)                    |                                                          | |        |        |        |
| Buenos Aires                                          | Aeropuerto Internacional Ministro Pistarini              | British Airways                                                                                             |        |        |        |
| Brasil (2 destinos, 3 aerolíneas)                     |                                                          | |        |        |        |
| Río de Janeiro                                        | Aeropuerto Internacional de Galeão                       | British Airways                                                                                             |        |        |        |
| São Paulo                                             | Aeropuerto Internacional de São Paulo-Guarulhos          | British Airways / LATAM Brasil                                                                              |        |        |        |
| Chile (1 destino, 1 aerolínea)                        |                                                          | |        |        |        |
| Santiago de Chile                                     | Aeropuerto Internacional Arturo Merino Benítez           | British Airways                                                                                             |        |        |        |
| Colombia (1 destino, 1 aerolínea)                     |                                                          | |        |        |        |
| Bogotá                                                | Aeropuerto Internacional El Dorado                       | Avianca |        |        |        |
| Asia                                                  |                                                          | |        |        |        |
| Arabia Saudita (3 destinos, 3 aerolíneas)             |                                                          | |        |        |        |
| Dammam                                                | Aeropuerto Internacional Rey Fahd                        | British Airways / Saudia (reinicia el 5 de noviembre de 2025)                                               |        |        |        |
| Riad                                                  | Aeropuerto Internacional Rey Khalid                      | British Airways / Saudia / Virgin Atlantic                                                                  |        |        |        |
| Yeda                                                  | Aeropuerto Internacional Rey Abdulaziz                   | British Airways / Saudia                                                                                    |        |        |        |
| Bangladés (2 destinos, 1 aerolínea)                   |                                                          | |        |        |        |
| Daca                                                  | Aeropuerto Internacional de Daca-Hazrat Shahjalal        | Biman Bangladesh Airlines                                                                                   |        |        |        |
| Sylhet                                                | Aeropuerto Internacional Osmani                          | Biman Bangladesh Airlines                                                                                   |        |        |        |
| Baréin (1 destino, 2 aerolíneas)                      |                                                          | |        |        |        |
| Manama                                                | Aeropuerto Internacional de Baréin                       | British Airways / Gulf Air                                                                                  |        |        |        |
| Brunéi (1 destino, 1 aerolínea)                       |                                                          | |        |        |        |
| Bandar Seri Begawan                                   | Aeropuerto Internacional de Brunéi                       | Royal Brunei Airlines                                                                                       |        |        |        |
| China (12 destinos, 6 aerolíneas)                     |                                                          | |        |        |        |
| Cantón                                                | Aeropuerto Internacional de Cantón-Baiyun                | China Southern Airlines                                                                                     |        |        |        |
| Changsha                                              | Aeropuerto Internacional de Changsha-Huanghua            | Hainan Airlines                                                                                             |        |        |        |
| Chengdu                                               | Aeropuerto Internacional de Chengdu-Tianfu               | Air China                                                                                                   |        |        |        |
| Chongqing                                             | Aeropuerto Internacional de Chongqing-Jiangbei           | Tianjin Airlines                                                                                            |        |        |        |
| Haikou                                                | Aeropuerto Internacional de Haikou-Meilan                | Hainan Airlines                                                                                             |        |        |        |
| Pekín                                                 | Aeropuerto Internacional de Pekín-Capital                | Air China                                                                                                   |        |        |        |
| Pekín                                                 | Aeropuerto Internacional de Pekín-Daxing                 | China Southern Airlines                                                                                     |        |        |        |
| Qingdao                                               | Aeropuerto Internacional de Qingdao-Liuting              | Beijing Capital Airlines                                                                                    |        |        |        |
| Shanghái                                              | Aeropuerto Internacional de Shanghái-Pudong              | British Airways / China Eastern Airlines                                                                    |        |        |        |
| Shenzhen                                              | Aeropuerto Internacional de Shenzhen-Bao'an              | Shenzhen Airlines                                                                                           |        |        |        |
| Tianjin                                               | Aeropuerto Internacional de Tianjin-Binhai               | Tianjin Airlines                                                                                            |        |        |        |
| Wuhan                                                 | Aeropuerto Internacional de Wuhan-Tianhe                 | China Southern Airlines                                                                                     |        |        |        |
| Xi'an                                                 | Aeropuerto Internacional de Xi'an-Xianyang               | Tianjin Airlines                                                                                            |        |        |        |
| Chipre (2 destinos, 1 aerolínea)                      |                                                          | |        |        |        |
| Lárnaca                                               | Aeropuerto Internacional de Lárnaca                      | British Airways                                                                                             |        |        |        |
| Pafos                                                 | Aeropuerto Internacional de Pafos                        | British Airways (Estacional)                                                                                |        |        |        |
| Corea del Sur (1 destino, 4 aerolíneas)               |                                                          | |        |        |        |
| Seúl                                                  | Aeropuerto Internacional de Incheon                      | Asiana Airlines / Korean Air / Virgin Atlantic (inicia el 29 de marzo de 2026)                              |        |        |        |
| EAU (2 destinos, 5 aerolíneas)                        |                                                          | |        |        |        |
| Abu Dabi                                              | Aeropuerto Internacional de Abu Dabi                     | British Airways / Etihad Airways                                                                            |        |        |        |
| Dubái                                                 | Aeropuerto Internacional de Dubái                        | British Airways / Emirates / Royal Brunei Airlines / Virgin Atlantic (Estacional)                           |        |        |        |
| Filipinas (1 destino, 1 aerolínea)                    |                                                          | |        |        |        |
| Manila                                                | Aeropuerto Internacional Ninoy Aquino                    | Philippine Airlines                                                                                         |        |        |        |
| Hong Kong (1 destino, 2 aerolíneas)                   |                                                          | |        |        |        |
| Hong Kong                                             | Aeropuerto Internacional de Hong Kong                    | British Airways / Cathay Pacific                                                                            |        |        |        |
| India (6 destinos, 3 aerolíneas)                      |                                                          | |        |        |        |
| Ahmedabad                                             | Aeropuerto Internacional Sardar Vallabhbhai Patel        | Air India                                                                                                   |        |        |        |
| Bangalore                                             | Aeropuerto Internacional Kempegowda                      | Air India / British Airways / Virgin Atlantic                                                               |        |        |        |
| Bombay                                                | Aeropuerto Internacional Chhatrapati Shivaji             | Air Canada (Estacional) (reinicia el 26 de octubre de 2025) / Air India / British Airways / Virgin Atlantic |        |        |        |
| Chennai                                               | Aeropuerto Internacional de Chennai                      | British Airways                                                                                             |        |        |        |
| Hyderabad                                             | Aeropuerto Internacional Rajiv Gandhi                    | British Airways                                                                                             |        |        |        |
| Nueva Delhi                                           | Aeropuerto Internacional Indira Gandhi                   | Air India / British Airways / Virgin Atlantic                                                               |        |        |        |
| Irán (1 destino, 1 aerolínea)                         |                                                          | |        |        |        |
| Teherán                                               | Aeropuerto Internacional Imán Jomeini                    | Iran Air |        |        |        |
| Israel (1 destino, 2 aerolíneas)                      |                                                          | |        |        |        |
| Tel Aviv                                              | Aeropuerto Internacional Ben Gurión                      | British Airways (reinicia el 26 de octubre de 2025) / El Al                                                 |        |        |        |
| Japón (1 destino, 3 aerolíneas)                       |                                                          | |        |        |        |
| Tokio                                                 | Aeropuerto Internacional de Haneda                       | All Nippon Airways / British Airways / Japan Airlines                                                       |        |        |        |
| Jordania (1 destino, 2 aerolíneas)                    |                                                          | |        |        |        |
| Amán                                                  | Aeropuerto Internacional de la Reina Alia                | British Airways / Royal Jordanian                                                                           |        |        |        |
| Kazajistán (1 destino, 1 aerolínea)                   |                                                          | |        |        |        |
| Alma Ata                                              | Aeropuerto Internacional de Almatý                       | Air Astana                                                                                                  |        |        |        |
| Kuwait (1 destino, 1 aerolínea)                       |                                                          | |        |        |        |
| Kuwait                                                | Aeropuerto Internacional de Kuwait                       | Kuwait Airways                                                                                              |        |        |        |
| Líbano (1 destino, 2 aerolíneas)                      |                                                          | |        |        |        |
| Beirut                                                | Aeropuerto Internacional Rafic Hariri                    | British Airways / Middle East Airlines                                                                      |        |        |        |
| Malasia (1 destino, 2 aerolíneas)                     |                                                          | |        |        |        |
| Kuala Lumpur                                          | Aeropuerto Internacional de Kuala Lumpur                 | British Airways / Malaysia Airlines                                                                         |        |        |        |
| Maldivas (1 destino, 2 aerolíneas)                    |                                                          | |        |        |        |
| Malé                                                  | Aeropuerto Internacional de Malé                         | British Airways / Virgin Atlantic (Estacional)                                                              |        |        |        |
| Omán (1 destino, 2 aerolíneas)                        |                                                          | |        |        |        |
| Mascate                                               | Aeropuerto Internacional de Mascate                      | British Airways / Oman Air                                                                                  |        |        |        |
| Catar (1 destino, 2 aerolíneas)                       |                                                          | |        |        |        |
| Doha                                                  | Aeropuerto Internacional Hamad                           | British Airways / Qatar Airways                                                                             |        |        |        |
| Singapur (1 destino, 3 aerolíneas)                    |                                                          | |        |        |        |
| Singapur                                              | Aeropuerto Internacional de Singapur                     | British Airways / Qantas / Singapore Airlines                                                               |        |        |        |
| Sri Lanka (1 destino, 1 aerolínea)                    |                                                          | |        |        |        |
| Colombo                                               | Aeropuerto Internacional Bandaranaike                    | SriLankan Airlines                                                                                          |        |        |        |
| Tailandia (1 destino, 3 aerolíneas)                   |                                                          | |        |        |        |
| Bangkok                                               | Aeropuerto Internacional Suvarnabhumi                    | British Airways / EVA Air / Thai Airways                                                                    |        |        |        |
| Taiwán (1 destino, 2 aerolíneas)                      |                                                          | |        |        |        |
| Taipéi                                                | Aeropuerto Internacional de Taiwán Taoyuan               | China Airlines / EVA Air                                                                                    |        |        |        |
| Turquía (5 destinos, 2 aerolíneas)                    |                                                          | |        |        |        |
| Bodrum                                                | Aeropuerto de Milas-Bodrums                              | British Airways (Estacional)                                                                                |        |        |        |
| Dalaman                                               | Aeropuerto de Dalaman                                    | British Airways (Estacional)                                                                                |        |        |        |
| Esmirna                                               | Aeropuerto de Esmirna-Adnan Menderes                     | British Airways (Estacional)                                                                                |        |        |        |
| Estambul                                              | Aeropuerto de Estambul                                   | British Airways / Turkish Airlines                                                                          |        |        |        |
| Estambul                                              | Aeropuerto Internacional Sabiha Gökçen                   | British Airways (finaliza el 26 de octubre de 2025)                                                         |        |        |        |
| Uzbekistán (1 destino, 1 aerolínea)                   |                                                          | |        |        |        |
| Taskent                                               | Aeropuerto Internacional de Taskent                      | Uzbekistan Airways                                                                                          |        |        |        |
| Vietnam (2 destinos, 2 aerolíneas)                    |                                                          | |        |        |        |
| Ciudad Ho Chi Minh                                    | Aeropuerto Internacional de Tan Son Nhat                 | Vietnam Airlines                                                                                            |        |        |        |
| Hanói                                                 | Aeropuerto Internacional de Nội Bài                      | Vietnam Airlines                                                                                            |        |        |        |
| Europa                                                |                                                          | |        |        |        |
| Alemania (9 destinos, 3 aerolíneas)                   |                                                          | |        |        |        |
| Berlín                                                | Aeropuerto de Berlín-Brandeburgo Willy Brandt            | British Airways                                                                                             |        |        |        |
| Colonia                                               | Aeropuerto de Colonia/Bonn                               | British Airways / Eurowings                                                                                 |        |        |        |
| Düsseldorf                                            | Aeropuerto Internacional de Düsseldorf                   | British Airways / Eurowings                                                                                 |        |        |        |
| Fráncfort                                             | Aeropuerto de Fráncfort del Meno                         | British Airways / Lufthansa                                                                                 |        |        |        |
| Hamburgo                                              | Aeropuerto de Hamburgo-Fuhlsbüttel                       | British Airways / Eurowings                                                                                 |        |        |        |
| Hannover                                              | Aeropuerto de Hanóver                                    | British Airways                                                                                             |        |        |        |
| Múnich                                                | Aeropuerto Internacional de Múnich-Franz Josef Strauss   | British Airways / Lufthansa                                                                                 |        |        |        |
| Núremberg                                             | Aeropuerto de Núremberg                                  | British Airways (Estacional)                                                                                |        |        |        |
| Stuttgart                                             | Aeropuerto de Stuttgart                                  | British Airways / Eurowings                                                                                 |        |        |        |
| Austria (3 destinos, 3 aerolíneas)                    |                                                          | |        |        |        |
| Innsbruck                                             | Aeropuerto de Innsbruck                                  | British Airways (Estacional)                                                                                |        |        |        |
| Salzburgo                                             | Aeropuerto de Salzburgo                                  | British Airways (Estacional) / Lufthansa (Estacional)                                                       |        |        |        |
| Viena                                                 | Aeropuerto de Viena-Schwechat                            | Austrian Airlines / British Airways                                                                         |        |        |        |
| Azerbaiyán (1 destino, 1 aerolínea)                   |                                                          | |        |        |        |
| Bakú                                                  | Aeropuerto Internacional Heydar Aliyev                   | Azerbaijan Airlines / British Airways                                                                       |        |        |        |
| Bélgica (1 destino, 1 aerolínea)                      |                                                          | |        |        |        |
| Bruselas                                              | Aeropuerto de Bruselas                                   | British Airways / Brussels Airlines                                                                         |        |        |        |
| Bulgaria (1 destino, 1 aerolínea)                     |                                                          | |        |        |        |
| Sofía                                                 | Aeropuerto de Sofía                                      | British Airways / Bulgaria Air                                                                              |        |        |        |
| Croacia (4 destinos, 2 aerolíneas)                    |                                                          | |        |        |        |
| Dubrovnik                                             | Aeropuerto de Dubrovnik                                  | British Airways (Estacional)                                                                                |        |        |        |
| Pula                                                  | Aeropuerto de Pula                                       | British Airways (Estacional)                                                                                |        |        |        |
| Split                                                 | Aeropuerto de Split                                      | British Airways (Estacional) / Croatia Airlines (Estacional)                                                |        |        |        |
| Zagreb                                                | Aeropuerto de Zagreb-Franjo Tuđman                       | British Airways / Croatia Airlines                                                                          |        |        |        |
| Dinamarca (1 destino, 2 aerolíneas)                   |                                                          | |        |        |        |
| Copenhague                                            | Aeropuerto de Copenhague-Kastrup                         | British Airways / SAS                                                                                       |        |        |        |
| Eslovenia (1 destino, 1 aerolínea)                    |                                                          | |        |        |        |
| Liubliana                                             | Aeropuerto de Liubliana                                  | British Airways (Estacional)                                                                                |        |        |        |
| España (9 destinos, 3 aerolíneas)                     |                                                          | |        |        |        |
| Barcelona                                             | Aeropuerto Josep Tarradellas Barcelona-El Prat           | British Airways / Vueling                                                                                   |        |        |        |
| Bilbao                                                | Aeropuerto de Bilbao                                     | Vueling |        |        |        |
| Ibiza                                                 | Aeropuerto de Ibiza                                      | British Airways (Estacional)                                                                                |        |        |        |
| Madrid                                                | Aeropuerto Adolfo Suárez Madrid-Barajas                  | British Airways / Iberia                                                                                    |        |        |        |
| Málaga                                                | Aeropuerto de Málaga-Costa del Sol                       | British Airways                                                                                             |        |        |        |
| Palma de Mallorca                                     | Aeropuerto de Palma de Mallorca                          | British Airways (Estacional)                                                                                |        |        |        |
| Santiago de Compostela                                | Aeropuerto de Santiago-Rosalía de Castro                 | Vueling |        |        |        |
| Tenerife Sur                                          | Aeropuerto de Tenerife Sur                               | British Airways                                                                                             |        |        |        |
| Valencia                                              | Aeropuerto de Valencia                                   | British Airways                                                                                             |        |        |        |
| Finlandia (1 destino, 2 aerolíneas)                   |                                                          | |        |        |        |
| Helsinki                                              | Aeropuerto de Helsinki-Vantaa                            | British Airways / Finnair                                                                                   |        |        |        |
| Francia (8 destinos, 3 aerolíneas)                    |                                                          | |        |        |        |
| Bastia                                                | Aeropuerto de Bastia-Poretta                             | British Airways (Estacional)                                                                                |        |        |        |
| Figari                                                | Aeropuerto de Figari-Sud Corse                           | British Airways (Estacional)                                                                                |        |        |        |
| Grenoble                                              | Aeropuerto de Grenoble-Isère                             | British Airways (Estacional)                                                                                |        |        |        |
| Lyon                                                  | Aeropuerto de Lyon-Saint Exupéry                         | British Airways                                                                                             |        |        |        |
| Marsella                                              | Aeropuerto de Marsella-Provenza                          | British Airways                                                                                             |        |        |        |
| Niza                                                  | Aeropuerto Internacional de Niza-Costa Azul              | Air France / British Airways                                                                                |        |        |        |
| París                                                 | Aeropuerto de París-Charles de Gaulle                    | Air France / British Airways                                                                                |        |        |        |
| París                                                 | Aeropuerto de París-Orly                                 | Vueling |        |        |        |
| Toulouse                                              | Aeropuerto de Toulouse-Blagnac                           | British Airways                                                                                             |        |        |        |
| Georgia (1 destino, 1 aerolínea)                      |                                                          | |        |        |        |
| Tiflis                                                | Aeropuerto Internacional de Tiflis                       | British Airways                                                                                             |        |        |        |
| Grecia (13 destinos, 2 aerolíneas)                    |                                                          | |        |        |        |
| Atenas                                                | Aeropuerto Internacional Eleftherios Venizelos           | Aegean Airlines / British Airways                                                                           |        |        |        |
| Cefalonia                                             | Aeropuerto Internacional de Cefalonia                    | British Airways (Estacional)                                                                                |        |        |        |
| Corfú                                                 | Aeropuerto Internacional de Corfú-Ioannis Kapodistrias   | British Airways (Estacional)                                                                                |        |        |        |
| Cos                                                   | Aeropuerto Internacional de Kos-Hipócrates               | British Airways (Estacional)                                                                                |        |        |        |
| Heraclión                                             | Aeropuerto Internacional de Heraclión Nikos Kazantzakis  | British Airways (Estacional)                                                                                |        |        |        |
| Kalamata                                              | Aeropuerto de Kalamata                                   | British Airways (Estacional)                                                                                |        |        |        |
| La Canea                                              | Aeropuerto Internacional de La Canea                     | British Airways (Estacional)                                                                                |        |        |        |
| Miconos                                               | Aeropuerto Nacional de Míconos                           | British Airways (Estacional)                                                                                |        |        |        |
| Preveza                                               | Aeropuerto Nacional Aktion                               | British Airways (Estacional)                                                                                |        |        |        |
| Rodas                                                 | Aeropuerto Internacional de Rodas-Diágoras               | British Airways (Estacional)                                                                                |        |        |        |
| Salónica                                              | Aeropuerto Internacional Macedonia                       | British Airways (Estacional)                                                                                |        |        |        |
| Santorini                                             | Aeropuerto Nacional de Santorini (Thira)                 | British Airways (Estacional)                                                                                |        |        |        |
| Zante                                                 | Aeropuerto Internacional de Zante                        | British Airways (Estacional)                                                                                |        |        |        |
| Hungría (1 destino, 1 aerolínea)                      |                                                          | |        |        |        |
| Budapest                                              | Aeropuerto de Budapest-Ferenc Liszt                      | British Airways                                                                                             |        |        |        |
| Irlanda (4 destinos, 2 aerolíneas)                    |                                                          | |        |        |        |
| Cork                                                  | Aeropuerto de Cork                                       | Aer Lingus                                                                                                  |        |        |        |
| Dublín                                                | Aeropuerto de Dublín                                     | Aer Lingus / British Airways                                                                                |        |        |        |
| Knock                                                 | Aeropuerto de Irlanda Oeste                              | Aer Lingus                                                                                                  |        |        |        |
| Shannon Town                                          | Aeropuerto de Shannon                                    | Aer Lingus / British Airways                                                                                |        |        |        |
| Irlanda del Norte                                     |                                                          | |        |        |        |
| Belfast                                               | Aeropuerto Internacional de Belfast                      | British Airways                                                                                             |        |        |        |
| Islandia (1 destino, 2 aerolíneas)                    |                                                          | |        |        |        |
| Reikiavik                                             | Aeropuerto Internacional de Keflavík                     | British Airways / Icelandair                                                                                |        |        |        |
| Italia (13 destinos, 2 aerolíneas)                    |                                                          | |        |        |        |
| Bolonia                                               | Aeropuerto de Bolonia                                    | British Airways                                                                                             |        |        |        |
| Bríndisi                                              | Aeropuerto de Brindisi                                   | British Airways (Estacional)                                                                                |        |        |        |
| Florencia                                             | Aeropuerto de Florencia                                  | British Airways (Estacional)                                                                                |        |        |        |
| Milán                                                 | Aeropuerto de Milán-Linate                               | British Airways                                                                                             |        |        |        |
| Milán                                                 | Aeropuerto de Milán-Malpensa                             | British Airways                                                                                             |        |        |        |
| Olbia                                                 | Aeropuerto de Olbia-Costa Smeralda                       | British Airways (Estacional)                                                                                |        |        |        |
| Palermo                                               | Aeropuerto de Palermo-Punta Raisi                        | British Airways (Estacional)                                                                                |        |        |        |
| Perugia                                               | Aeropuerto de la Umbría–Perugia                          | British Airways (Estacional)                                                                                |        |        |        |
| Pisa                                                  | Aeropuerto de Pisa                                       | British Airways                                                                                             |        |        |        |
| Roma                                                  | Aeropuerto de Roma-Fiumicino                             | ITA Airways / British Airways                                                                               |        |        |        |
| Rímini                                                | Aeropuerto de Rímini                                     | British Airways (Estacional)                                                                                |        |        |        |
| Turín                                                 | Aeropuerto de Turín-Caselle                              | British Airways (Estacional)                                                                                |        |        |        |
| Venecia                                               | Aeropuerto Internacional Marco Polo                      | British Airways                                                                                             |        |        |        |
| Letonia (1 destino, 1 aerolínea)                      |                                                          | |        |        |        |
| Riga                                                  | Aeropuerto Internacional de Riga                         | British Airways                                                                                             |        |        |        |
| Luxemburgo (1 destino, 1 aerolínea)                   |                                                          | |        |        |        |
| Luxemburgo                                            | Aeropuerto de Luxemburgo                                 | British Airways                                                                                             |        |        |        |
| Malta (1 destino, 1 aerolínea)                        |                                                          | |        |        |        |
| La Valeta                                             | Aeropuerto Internacional de Malta                        | KM Malta Airlines                                                                                           |        |        |        |
| Noruega (3 destinos, 2 aerolíneas)                    |                                                          | |        |        |        |
| Bergen                                                | Aeropuerto de Bergen-Flesland                            | SAS (Estacional)                                                                                            |        |        |        |
| Stavanger                                             | Aeropuerto de Stavanger-Sola                             | SAS |        |        |        |
| Tromsøya                                              | Aeropuerto de Tromsø-Langnes                             | British Airways (Estacional) / SAS (Estacional)                                                             |        |        |        |
| Oslo                                                  | Aeropuerto de Oslo-Gardermoen                            | British Airways / SAS                                                                                       |        |        |        |
| Países Bajos (1 destino, 2 aerolíneas)                |                                                          | |        |        |        |
| Ámsterdam                                             | Aeropuerto de Ámsterdam-Schiphol                         | British Airways / KLM                                                                                       |        |        |        |
| Polonia (2 destinos, 2 aerolíneas)                    |                                                          | |        |        |        |
| Cracovia                                              | Aeropuerto de Cracovia-Juan Pablo II                     | British Airways                                                                                             |        |        |        |
| Varsovia                                              | Aeropuerto de Varsovia-Chopin                            | British Airways / LOT Polish Airlines                                                                       |        |        |        |
| Portugal (4 destinos, 2 aerolíneas)                   |                                                          | |        |        |        |
| Faro                                                  | Aeropuerto de Faro                                       | British Airways (Estacional)                                                                                |        |        |        |
| Lisboa                                                | Aeropuerto de Lisboa                                     | British Airways / TAP Air Portugal                                                                          |        |        |        |
| Ponta Delgada                                         | Aeropuerto Juan Pablo II                                 | British Airways (Estacional)                                                                                |        |        |        |
| Terceira                                              | Aeropuerto de Lajes                                      | British Airways (Estacional)                                                                                |        |        |        |
| República Checa (1 destino, 1 aerolínea)              |                                                          | |        |        |        |
| Praga                                                 | Aeropuerto de Praga                                      | British Airways                                                                                             |        |        |        |
| Rumania (1 destino, 1 aerolínea)                      |                                                          | |        |        |        |
| Bucarest                                              | Aeropuerto Internacional de Bucarest-Henri Coandă        | British Airways                                                                                             |        |        |        |
| Serbia (1 destino, 2 aerolíneas)                      |                                                          | |        |        |        |
| Belgrado                                              | Aeropuerto de Belgrado-Nikola Tesla                      | Air Serbia                                                                                                  |        |        |        |
| Suecia (4 destinos, 2 aerolíneas)                     |                                                          | |        |        |        |
| Estocolmo                                             | Aeropuerto de Estocolmo-Arlanda                          | British Airways / SAS                                                                                       |        |        |        |
| Gotemburgo                                            | Aeropuerto de Gotemburgo-Landvetter                      | British Airways                                                                                             |        |        |        |
| Luleå                                                 | Aeropuerto de Luleå                                      | SAS (Estacional)                                                                                            |        |        |        |
| Sälen                                                 | Aeropuerto de las Montañas Escandinavas                  | SAS (Estacional)                                                                                            |        |        |        |
| Suiza (4 destinos, 2 aerolíneas)                      |                                                          | |        |        |        |
| Basilea                                               | Aeropuerto de Basilea-Mulhouse-Friburgo                  | British Airways                                                                                             |        |        |        |
| Ginebra                                               | Aeropuerto Internacional de Ginebra                      | British Airways / Swiss                                                                                     |        |        |        |
| Zúrich                                                | Aeropuerto Internacional de Zúrich                       | British Airways / Swiss                                                                                     |        |        |        |
| Oceanía                                               |                                                          | |        |        |        |
| Australia (2 destinos, 2 aerolíneas)                  |                                                          | |        |        |        |
| Perth                                                 | Aeropuerto de Perth                                      | Qantas |        |        |        |
| Sídney                                                | Aeropuerto Internacional Kingsford Smith                 | British Airways / Qantas                                                                                    |        |        |        |
| Nueva Zelanda (2 destinos, 1 aerolínea)               |                                                          | |        |        |        |
| Auckland                                              | Aeropuerto Internacional de Auckland                     | Air New Zealand                                                                                             |        |        |        |
| Wellington                                            | Aeropuerto Internacional de Wellington                   | Air New Zealand                                                                                             |        |        |        |

Notas
1. ↑  El servicio Kirkwall es una continuación del servicio a Dundee con el mismo número de vuelo.
2. ↑  El servicio Sumburgh es una continuación del servicio a Dundee con el mismo número de vuelo.
3. ↑  El servicio a Sídney es una continuación del servicio de Singapur con el mismo número de vuelo.

### Carga
| Aerolíneas               | Destinos                                                                                        |
| ------------------------ | ----------------------------------------------------------------------------------------------- |
| Aerotranscargo           | Astana, Hong Kong                                                                               |
| Cathay Pacific Cargo     | Dubái–Al Maktoum, Hong Kong, París–Charles de Gaulle                                            |
| DHL Aviation             | Ámsterdam, Bruselas, Cincinnati, Colonia/Bonn, Fráncfort, Leipzig-Halle, Milán–Malpensa, Oporto |
| Korean Air Cargo         | Fráncfort, París–Charles de Gaulle, Seúl–Incheon                                                |
| Lufthansa Cargo          | Fráncfort                                                                                       |
| One Air                  | Jinan                                                                                           |
| Qatar Airways Cargo      | Basilea/Mulhouse, Doha, Múnich                                                                  |
| Singapore Airlines Cargo | Ámsterdam, Sharjah, Singapur                                                                    |
| Turkish Cargo            | Estambul                                                                                        |

## Estadísticas

### Tráfico anual

Mapa de todos los servicios de tren y metro administrados por TfL

| Año  | Pasajeros atendidos | % Cambio de pasajeros | Carga (toneladas) | Carga % Cambio | Movimiento de aeronaves | % Cambio movimientos |
| ---- | ------------------- | --------------------- | ----------------- | -------------- | ----------------------- | -------------------- |
| 1986 | 31,675,779          | Sin cambios           | 537,131           | Sin cambios    | 315,753                 | Sin cambios          |
| 1987 | 35,079,755          | 10.7                  | 574,116           | 6.9            | 329,977                 | 4.3                  |
| 1988 | 37,840,503          | 7.9                   | 642,147           | 11.8           | 351,592                 | 6.1                  |
| 1989 | 39,881,922          | 5.4                   | 686,170           | 6.9            | 368,429                 | 4.6                  |
| 1990 | 42,950,512          | 7.7                   | 695,347           | 1.3            | 390,372                 | 5.6                  |
| 1991 | 40,494,575          | 5.7                   | 654,625           | 5.9            | 381,724                 | 2.3                  |
| 1992 | 45,242,591          | 11.7                  | 754,770           | 15.3           | 406,481                 | 6.1                  |
| 1993 | 47,899,081          | 5.9                   | 846,486           | 12.2           | 411,173                 | 1.1                  |
| 1994 | 51,713,366          | 8.0                   | 962,738           | 13.7           | 424,557                 | 3.2                  |
| 1995 | 54,461,597          | 5.3                   | 1,031,639         | 7.2            | 434,525                 | 2.3                  |
| 1996 | 56,049,706          | 2.9                   | 1,040,486         | 0.9            | 440,343                 | 1.3                  |
| 1997 | 58,185,398          | 3.8                   | 1,156,104         | 11.1           | 440,631                 | 0.1                  |
| 1998 | 60,683,988          | 4.3                   | 1,208,893         | 4.6            | 451,382                 | 2.4                  |
| 1999 | 62,268,292          | 2.6                   | 1,265,495         | 4.7            | 458,300                 | 1.5                  |
| 2000 | 64,618,254          | 3.8                   | 1,306,905         | 3.3            | 466,799                 | 1.8                  |
| 2001 | 60,764,924          | 6.0                   | 1,180,306         | 9.6            | 463,567                 | 0.7                  |
| 2002 | 63,362,097          | 4.3                   | 1,234,940         | 4.6            | 466,545                 | 0.6                  |
| 2003 | 63,495,367          | 0.2                   | 1,223,439         | 0.9            | 463,650                 | 0.6                  |
| 2004 | 67,342,743          | 6.1                   | 1,325,173         | 8.3            | 476,001                 | 2.6                  |
| 2005 | 67,913,153          | 0.8                   | 1,305,686         | 1.5            | 477,887                 | 0.4                  |
| 2006 | 67,527,923          | 0.6                   | 1,264,129         | 3.2            | 477,048                 | 0.2                  |
| 2007 | 68,066,028          | 0.8                   | 1,310,987         | 3.7            | 481,476                 | 0.9                  |
| 2008 | 67,054,745          | 1.5                   | 1,397,054         | 6.6            | 478,693                 | 0.6                  |
| 2009 | 66,036,957          | 1.5                   | 1,277,650         | 8.5            | 466,393                 | 2.6                  |
| 2010 | 65,881,660          | 0.2                   | 1,472,988         | 15.3           | 454,823                 | 2.5                  |
| 2011 | 69,433,230          | 5.4                   | 1,484,351         | 0.8            | 480,906                 | 5.4                  |
| 2012 | 70,037,417          | 0.9                   | 1,464,390         | 1.3            | 475,176                 | 1.2                  |
| 2013 | 72,367,054          | 3.3                   | 1,422,939         | 2.8            | 471,936                 | 0.7                  |
| 2014 | 73,374,825          | 1.4                   | 1,498,906         | 5.3            | 472,802                 | 0.2                  |
| 2015 | 74,959,058          | 2.2                   | 1,496,551         | 0.2            | 473,087                 | 2.7                  |
| 2016 | 75,676,223          | 1.0                   | 1,541,029         | 3.0            | 473,231                 | 0.2                  |
| 2017 | 77,988,752          | 3.1                   | 1,698,455         | 9.3            | 474,033                 | 0.6                  |
| 2018 | 80,102,017          | 2.7                   | 1,788,815         | 5.3            | 477,604                 | 1.0                  |
| 2019 | 80,884,310          | 0.9                   | 1,587,451         | 11.2           | 475,861                 | 0.3                  |
| 2020 | 22,109,723          | 72.7                  | 1,150,030         | 28.0           | 200,905                 | 57.8                 |
| 2021 | 19,393,145          | 12.3                  | 1,402,913         | 22.0           | 190,032                 | 5.4                  |
| 2022 | 61,611,838          | 217.6                 | 1,350,878         | 3.7            | 384,383                 | 98.7                 |
| 2023 | 79,151,723          | 28.5                  | 1,387,060         | 2.7            | 454,089                 | 18.1                 |
| 2024 | 83,859,729          | 5.9                   | 1,536,385         | 10.8           | 473,965                 | 4.4                  |

### Rutas más transitadas
| Puesto                 | Aeropuerto                       | Pasajeros | Variación % |
| ---------------------- | -------------------------------- | --------- | ----------- |
| 1                      | Nueva York, Estados Unidos       | 3,238,557 | 5.38%       |
| 2                      | Dubái, Emiratos Árabes Unidos    | 2,566,310 | 5.24%       |
| 3                      | Doha, Catar                      | 2,006,096 | 17.17%      |
| 4                      | Dublín, Irlanda                  | 1,902,023 | 12.33%      |
| 5                      | Los Ángeles, Estados Unidos      | 1,679,883 | 1.05%       |
| 6                      | Madrid, España                   | 1,549,602 | 5.28%       |
| 7                      | Singapur, Singapur               | 1,510,465 | 5.92%       |
| 8                      | Ámsterdam, Países Bajos          | 1,460,574 | 5.42%       |
| 9                      | Nueva Delhi, India               | 1,438,046 | 11.98%      |
| 10                     | Fráncfort, Alemania              | 1,418,172 | 6.39%       |
| 11                     | Múnich, Alemania                 | 1,309,796 | 8.27%       |
| 12                     | Estambul, Turquía                | 1,294,030 | 5.06%       |
| 13                     | Abu Dabi, Emiratos Árabes Unidos | 1,197,445 | 30.52%      |
| 14                     | Toronto, Canadá                  | 1,173,422 | 5.80%       |
| 15                     | Hong Kong, Hong Kong             | 1,158,338 | 0.39%       |
| 16                     | Zúrich, Suiza                    | 1,155,076 | 3.18%       |
| 17                     | Chicago, Estados Unidos          | 1,135,610 | 3.88%       |
| 18                     | Bombay, India                    | 1,130,348 | 4.37%       |
| 19                     | París, Francia                   | 1,128,059 | 6.54%       |
| 20                     | Lisboa, Portugal                 | 1,121,487 | 7.26%       |
| Fuebte: CAA Statistics |                                  |           |             |

| Puesto                 | Aeropuerto          | Pasajeros | Variación % |
| ---------------------- | ------------------- | --------- | ----------- |
| 1                      | Edimburgo           | 1,147,536 | 10.5%       |
| 2                      | Glasgow             | 953,371   | 11.1%       |
| 3                      | Mánchester          | 629,227   | 8.9%        |
| 4                      | Belfast-City        | 585,479   | 3.8%        |
| 5                      | Aberdeen            | 569,470   | 12.5%       |
| 6                      | Newcastle upon Tyne | 497,469   | 13.6%       |
| 7                      | Jersey              | 334,885   | 0.0%        |
| 8                      | Inverness           | 160,215   | 0.7%        |
| 9                      | Derry               | 46,770    | 59.3%       |
| 10                     | Isla de Man         | 33,797    | 1.5%        |
| Fuebte: CAA Statistics |                     |           |             |

## Otras instalaciones
El aeropuerto tiene 2 World Business Centre Heathrow, la sede del International Airlines Group.

## Servicios de tren y metro

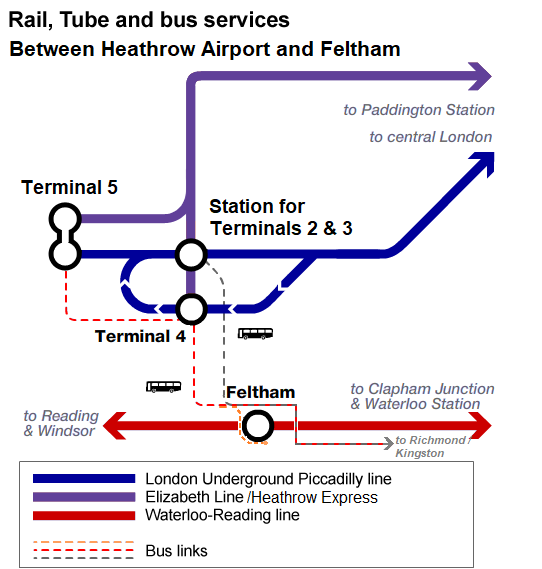
Carta de conexiones de tren y metro de Heathrow a Londres.

Hay tres estaciones a Heathrow, todas servidas por la línea de metro de Londres de Piccadilly, y por Heathrow Express, un servicio de tren que conecta el aeropuerto con la estación de Paddington. Las tres estaciones se llaman Heathrow Terminals 2 & 3, Heathrow Terminal 4 y Heathrow Terminal 5, todas sirviendo sus respectivos terminales.

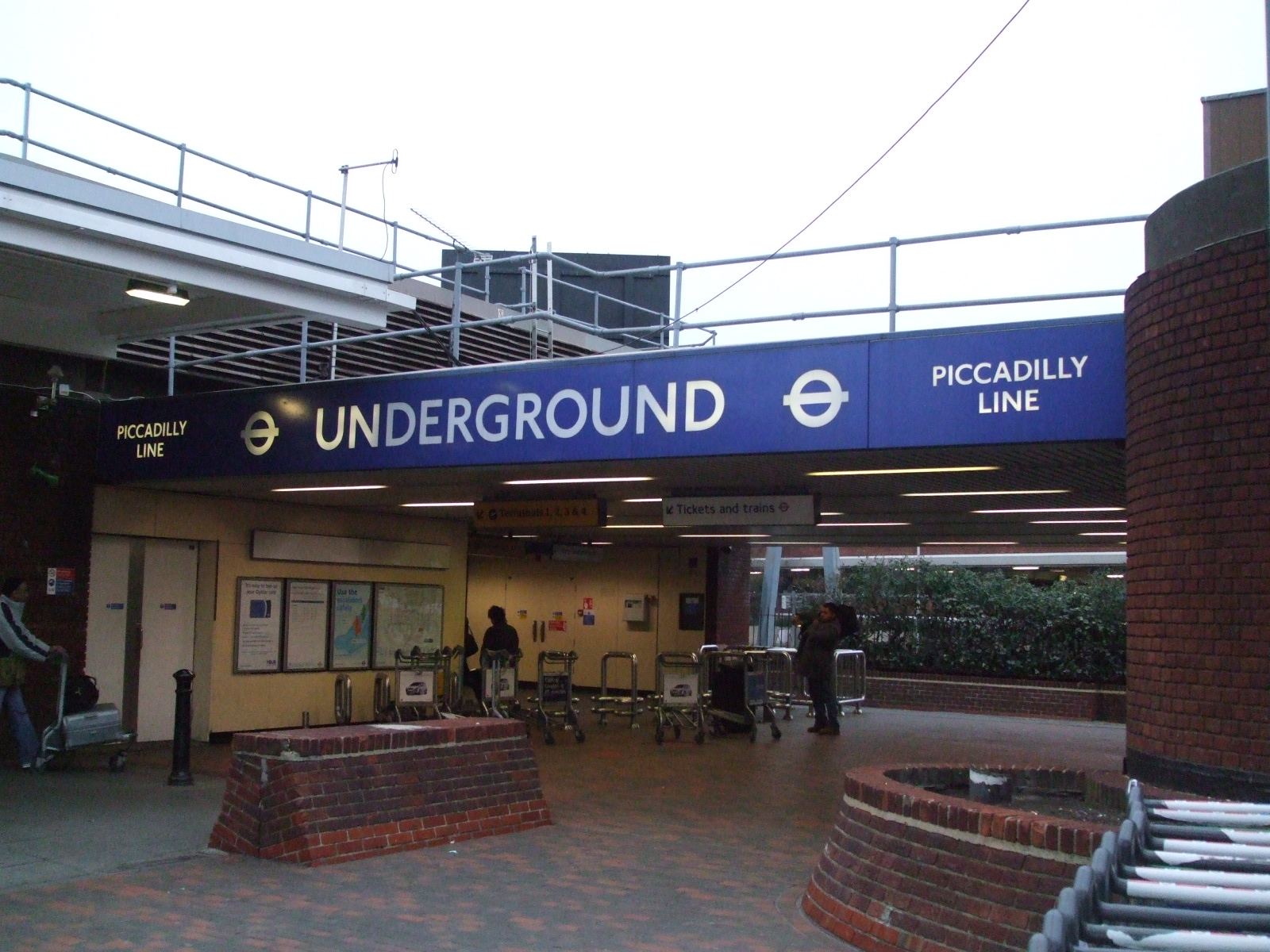
Entrada de la estación de metro de Heathrow Terminals 2 & 3.
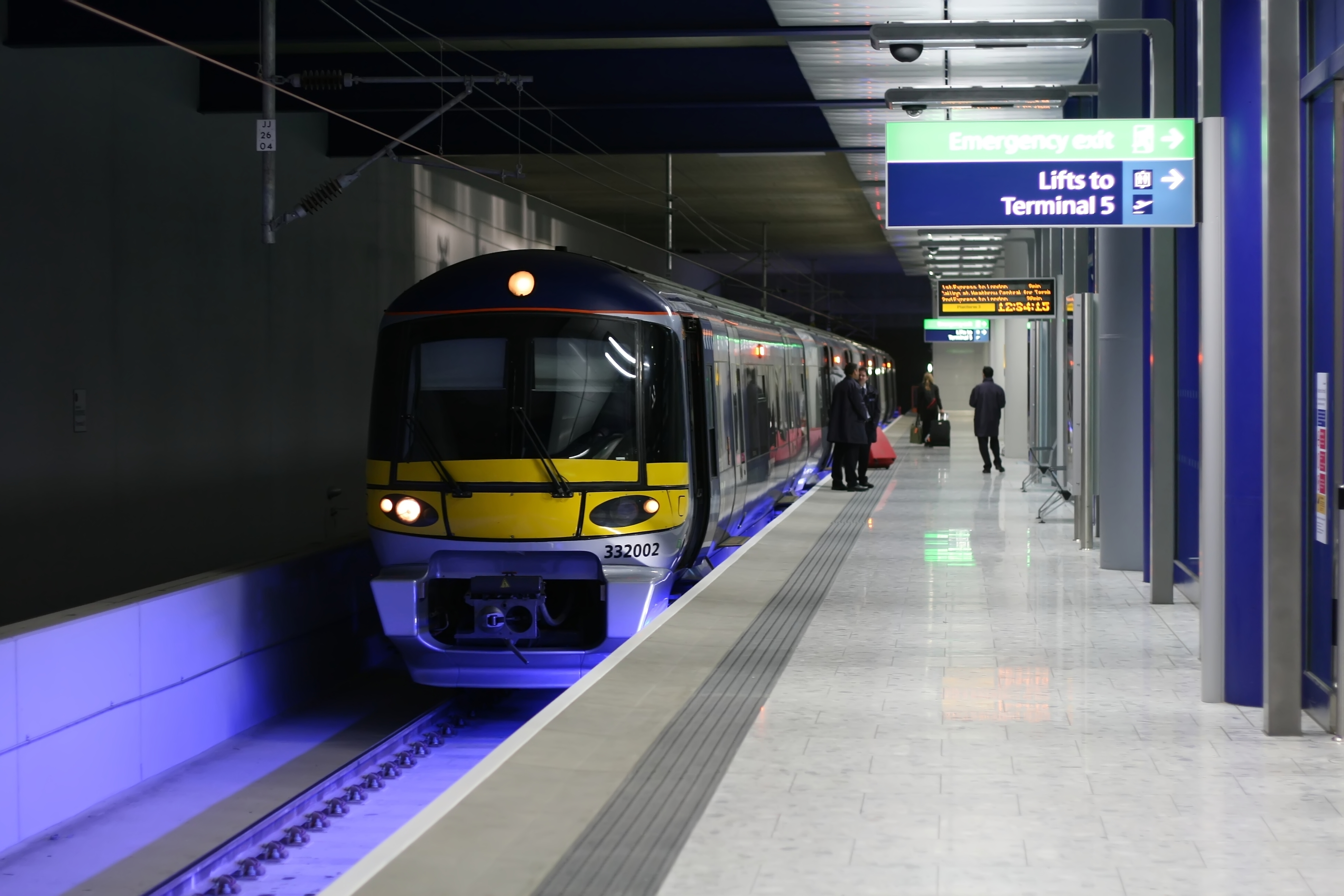
Tren de Heathrow Express a la estación de Heathrow Terminal 5.
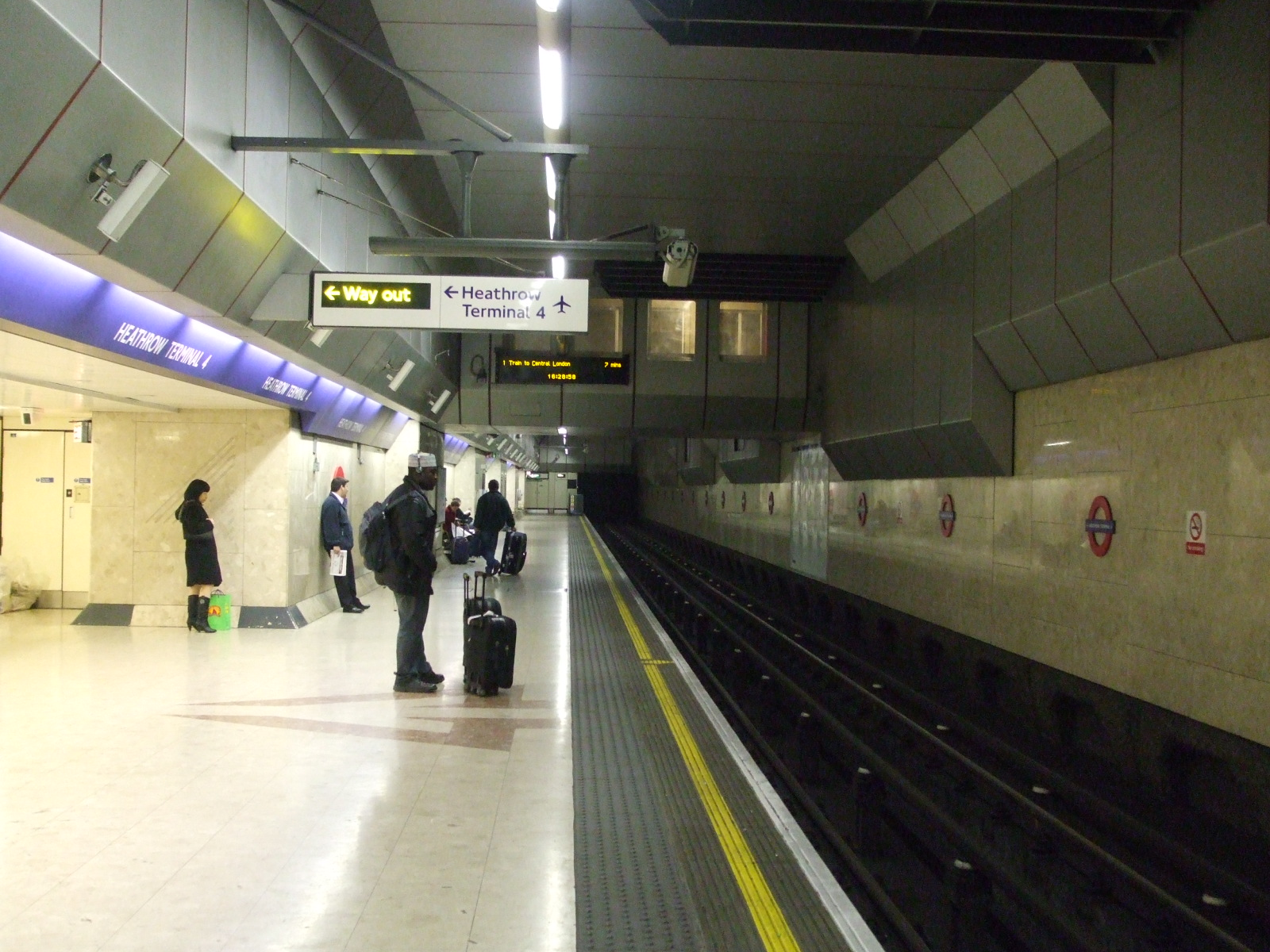
El andén de la estación de Heathrow Terminal 4.

## Accidentes y atentados
- El 12 de julio de 2013 un Boeing 787 de Ethiopian Airlines se incendia cuando se encontraba en limpieza para embarcar a más de 200 pasajeros.
- El 21 de diciembre de 1988 el vuelo 103 de Pan Am despegó hacia Nueva York, cuando el Boeing 747 explota en el aire y los restos el avión caen sobre el pueblo escocés de Lockerbie.
- El 8 de enero de 1989 un Boeing 737 de British Midland que despegó hacia Belfast se estrella a pocos metros de la pista del aeropuerto de East Midlands.
- El 12 de marzo de 2011 un Boeing 757 de British Airways procedente de Belfast hizo un aterrizaje de emergencia debido a que tenía fallos mecánicos en los motores.
- El 21 de marzo de 2025 un incendio en una subestación eléctrica cercana al aeropuerto, causó numerosos vuelos cancelados y dejó al aeropuerto y alrededores sin luz.

## Aeropuertos cercanos
Los aeropuertos más cercanos son:
- Aeropuerto de la Ciudad de Londres (34 km)
- Aeropuerto de Londres-Gatwick (40 km)
- Aeropuerto de Londres-Luton (46 km)
- Aeropuerto de Oxford (64 km)
- Aeropuerto de Londres-Stansted (65 km)